# Avon (Wisconsin)
Avon es un pueblo ubicado en el condado de Rock en el estado estadounidense de Wisconsin. En el Censo de 2010 tenía una población de 608 habitantes y una densidad poblacional de 6,49 personas por km².

## Geografía
Avon se encuentra ubicado en las coordenadas 42°32′20″N 89°17′36″O / 42.53889, -89.29333. Según la Oficina del Censo de los Estados Unidos, Avon tiene una superficie total de 93.61 km², de la cual 92.08 km² corresponden a tierra firme y (1.63%) 1.53 km² es agua.

## Demografía
Según el censo de 2010, había 608 personas residiendo en Avon. La densidad de población era de 6,49 hab./km². De los 608 habitantes, Avon estaba compuesto por el 97.2% blancos, el 0.49% eran afroamericanos, el 0.49% eran amerindios, el 0.33% eran asiáticos, el 0% eran isleños del Pacífico, el 0.82% eran de otras razas y el 0.66% pertenecían a dos o más razas. Del total de la población el 1.15% eran hispanos o latinos de cualquier raza.